# ポール・モカペトリス
ポール・モカペトリス（Paul Mockapetris、1948年11月18日 - ）は、アメリカ合衆国の計算機科学者である。インターネットの先駆者であり、ジョン・ポステルと共にDomain Name System(DNS)を開発したことで知られる。

## 教育
1948年にマサチューセッツ州ボストンで生まれた。1966年にボストン・ラテン・スクールを卒業し、1971年にマサチューセッツ工科大学で物理学と電気工学の学士号を、1982年にカリフォルニア大学アーバイン校で情報と計算機科学の博士号を取得した。

## 業績
1978年に南カリフォルニア大学(USC)情報科学研究所(ISI)に入所した。1983年、彼は RFC 882 と RFC 883 でDomain Name System(DNS)のアーキテクチャを提案した。彼は、初期のインターネット（当時はARPAnet）における、ネットワークの全てのアドレスの名前変換を単一のホストのhostsファイルで賄うという問題を認識し、その代わりに、分散した動的DNSデータベースの導入を提案した。同年、"Jeeves"と呼ばれるTOPS-20用の初のDNS実装を書き、最初3つのDNSをコーディネート、1986年にはインターネット全てのルートサーバに蔓延させた。また、ISIでは初のSMTPによる電子メールサーバを開発し、高性能コンピューティングおよび通信部門(high performance computing and communications division)のディレクターを務めた。
1990年から1993年まで、防衛高等研究計画局(ARPA)でネットワーキングのプログラムマネージャを務め、次いで米国連邦ネットワーク評議会(FNC)の研究作業部会の議長を務めた。1994年から1996年まで、Internet Engineering Task Force(IETF)の議長を務め、1994年と1995年にはInternet Architecture Board(IAB)のメンバーとして働いた。また、@Home（1995–1997年） Software.com（1997–1998年、現在のOpenWave）、Fiberlane（現在のCisco）、Cerent/Siara（1998–1999年、現在のRedback Networks）、 Urban Media（1999–2001年）、NU Domain（1999年以降）といったインターネット関連企業に勤務していた。1999年から2016年まで、IPアドレスインフラのソフトウェアプロバイダであるNominumの主任研究員兼チェアマンを務めた後、現在はThreatSTOPの主任研究員である。
モカペトリスは、IEEEとAssociation for Computing Machinery(ACM)のフェローである。

## 受賞歴
- 1997年 - ジョン・C・ドヴォラック（英語版）電気通信優秀賞(John C. Dvorak Telecommunications Excellence Award) - DNSの設計と実装に対して[3]
- 2002年 - カリフォルニア大学アーバイン校優秀同窓生賞[4]
- 2003年 - IEEEインターネット賞 - DNSへの貢献に対して[5]
- 2005年 - ACMSIGCOMM賞（英語版） - DNS設計・開発・展開における基本的な業績、およびインターネットアーキテクチャ開発全般における彼の持続的なリーダーシップを評価し、通信ネットワークの分野への生涯の貢献に対して[6]
- 2006年 - ACM SIGCOMM Test of Time Paper Award - 共著論文"Development of the Domain Name System"（DNSの開発）に対して[7]
- 2012年 - インターネットの殿堂入り（イノベーター）[8]

## 執筆したRFC
- RFC 1035 - Domain Names - Implementation and Specification（1987年11月）
- RFC 1034 - Domain Names - Concepts and Facilities（1987年11月）
- RFC 973 - Domain System Changes and Observations（1986年1月、1034と1035により廃止）
- RFC 883 - Domain Names - Implementation and Specification（1983年11月、973により更新、1034と1035により廃止）
- RFC 882 - Domain Names - Concepts and Facilities（1983年11月、973により更新、1034と1035により廃止）